# Sněžné (district de Žďár nad Sázavou)
Pour les articles homonymes, voir Sněžné.
Sněžné (jusqu'en 1948 : tchèque : Německé ; en allemand : Niemetzke) est un bourg (městys) du district de Žďár nad Sázavou, dans la région de Vysočina, en Tchéquie. Sa population s'élevait à 720 habitants en 2020.

## Géographie
Sněžné se trouve à 9 km au nord-nord-est de Nové Město na Moravě, à 16 km au nord-est de Žďár nad Sázavou, à 47 km au nord-est de Jihlava à 131 km au sud-est de Prague.
La commune est limitée par Křižánky au nord, par Krásné et Daňkovice à l'est, par Líšná à l'est et au sud-est, par Kuklík et Kadov au sud, et par Fryšava pod Žákovou horou et Herálec à l'ouest. La commune comporte un quartier exclavé, Vříšť, au sud du village de Sněžné.

## Histoire
La première mention écrite de la localité date de 1335.

## Administration
La commune se compose de sept communes :
- Sněžné
- Blatiny
- Krátká
- Milovy
- Podlesí
- Samotín
- Vříšť

## Transports
Par la route, Sněžné se trouve à 7 km de Nové Město na Moravě, à 8 km de Žďár nad Sázavou, à 45,5 km de Jihlava et à 166 km de Prague.